# ハン・ジウン
ハン・ジウン（韓国語：한지은、1987年6月3日 - ）はHBエンターテインメント所属の大韓民国の女優である。

## 出演

### テレビドラマ
- 光と影（2011年、MBC） - 脇役
- カッコウの巣（2014年、KBS2） - 脇役
- 運命のように君を愛してる（2014年、MBC） - キム・ミンと名乗る女
- ドキドキ再婚ロマンス-子供が5人-（2016年、KBS2） - 脇役
- アントラージュ（2016年、tvN） - チャ・ジュンのお見合い相手
- 憎くても愛してる（2017年、KBS） - 脇役
- パンドラ 小さな神の子供たち（2018年、OCN） - 脇役
- 私たちが出会った奇跡（2018年、KBS2） - 脇役
- 100日の郎君様（2018年、tvN） - エウォル役
- 恋する十二夜〜キミとボクの8年間〜（2018年、Channel A） - パク・スンジュ役
- 恋愛体質〜30歳になれば大丈夫（2019年、JTBC） - 主演：ファン・ハンジュ役
- サイコパスダイアリー（2019年、tvN） - カメオ出演
- インターンは元上司！？（2020年、MBC） - イ・テリ役
- ドラマステージ2021「EP. アンニョン ドロシー」（2021年、tvN）
- バッド･アンド･クレイジー（2021年-2022年、tvN） - イ・ヒギョム役
- KBSドラマスペシャル2022「見知らぬ季節に出会って」（2022年、KBS）
- 星がウワサするから(2025年、tvN)   - チェ・ゴウン役

### ウェブドラマ
- 太陽の都市（2015年、MBC＋） - 脇役
- 放課後恋愛-ビューティー学概論-（2016年、NEVER TV） - イ・ボンジュ役
- 都会の男女の恋愛法（2020年、kakaoTV） - オ・ソンヨン役
- スタディーグループ（2025年、TVING） - イ・ハンギョン役

### 映画
- 東方不敗（2006年）
- 鬼（2010年）
- 怪しい彼女（2014年）
- 尚衣院（2014年）
- 技術者たち（2014年）
- 劇的な一夜（2015年）
- へその緒（2015年）
- 操作された都市（2017年）
- 石の大邸宅殺人事件（2017年）
- リアル（2017年）
- 流布（2018年）
- ドアロック（2018年）
- 鬼の奢り（2019年）

### ミュージックビデオ
- 2015年　BTOB「It's Okay(괜찮아요)」